# Tokyo Metro série 16000
La série 16000 (16000系, 16000-kei) du Tokyo Metro est un type de rame automotrice exploitée depuis 2010 sur la ligne Chiyoda du métro de Tokyo au Japon.

## Description
La série 16000 est basée sur le modèle A-train du constructeur Hitachi. Les rames sont composées de 10 voitures.
L'espace voyageurs se compose de banquettes longitudinales. Des sièges prioritaires sont installés aux extrémités de chaque voitures.

## Histoire
La première rame est entrée en service le 4 novembre 2010. Le modèle est récompensé du Laurel Prize l'année suivante.

## Services
Affectées à la ligne Chiyoda, les rames circulent également sur les lignes de banlieue interconnectées : la ligne Odakyū Odawara et la ligne Jōban.

## Galerie photos

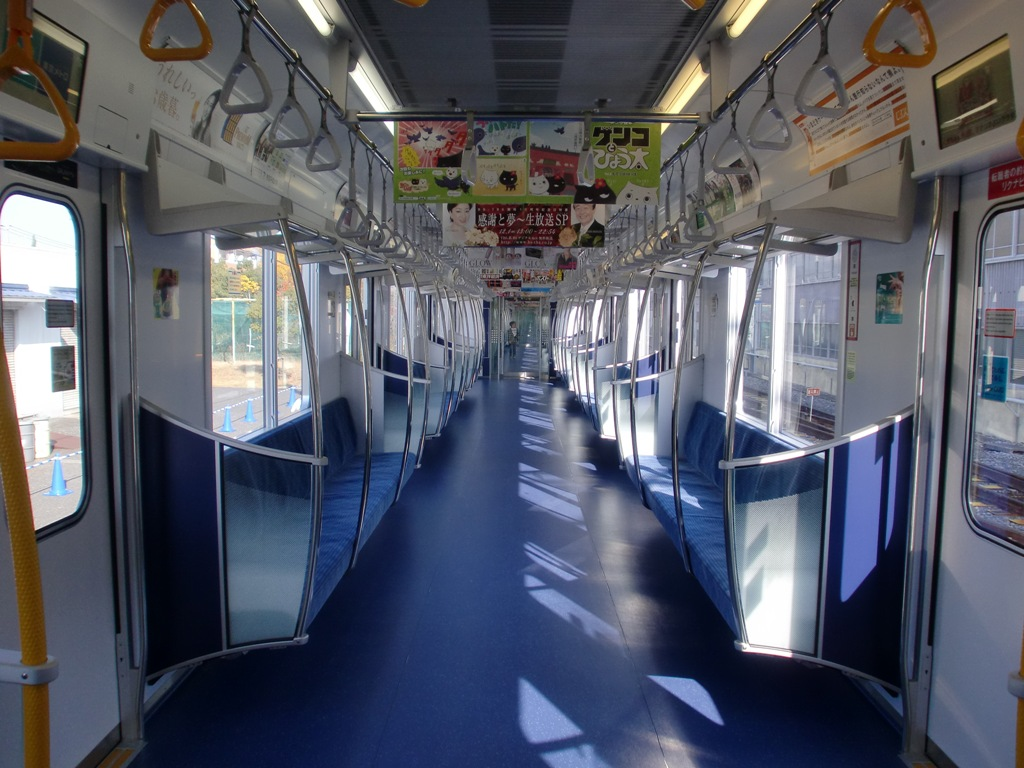
Intérieur de la rame.
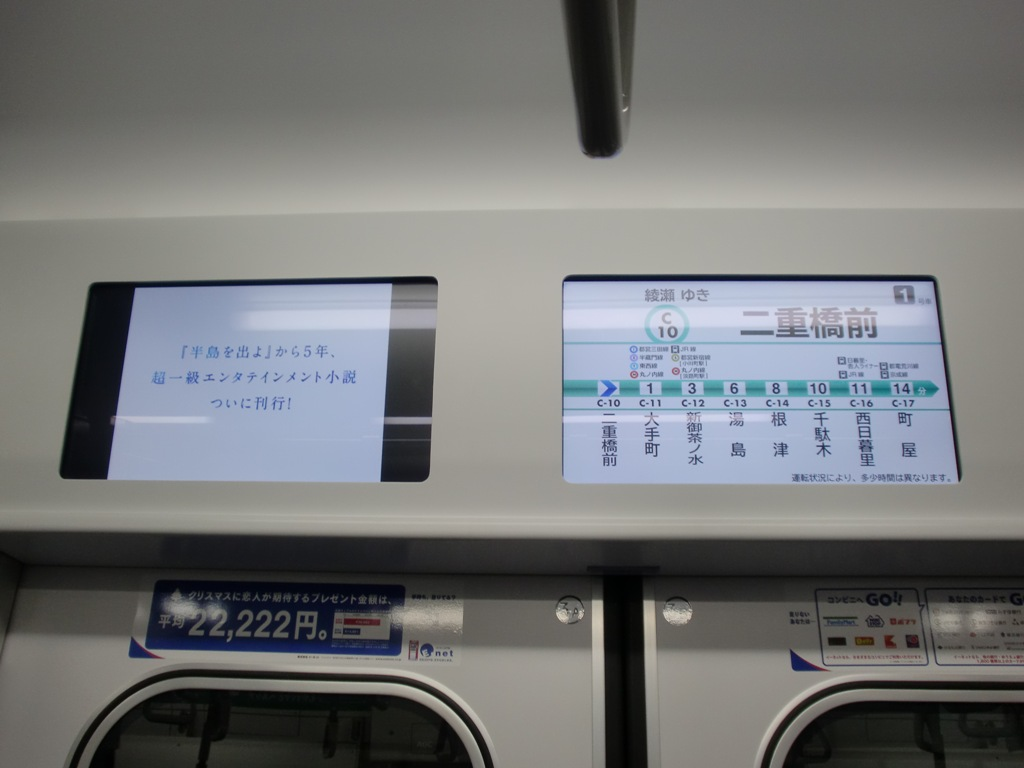
Ecrans d'information voyageurs.
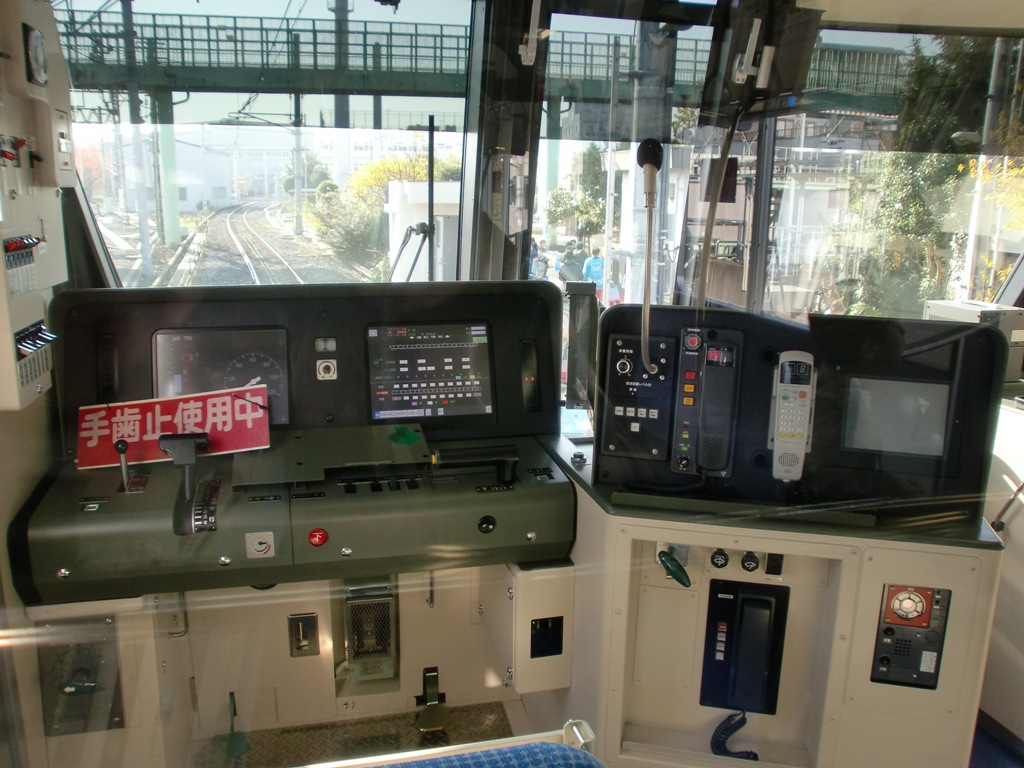
Cabine de conduite.